# Coppa dei Campioni 1992-1993 (pallavolo femminile)
La Coppa dei Campioni di pallavolo femminile 1992-1993 è stata la 33ª edizione del massimo torneo pallavolistico europeo per squadre di club; iniziata con la fase ad eliminazione diretta a partire dal 3 ottobre 1992, si è conclusa con la final-four, il 28 febbraio 1993. Alla competizione hanno partecipato 26 squadre e la vittoria finale è andata per la prima volta alla Pallavolo Femminile Matera.

## Squadre partecipanti
| - VakıfBank - Panathīnaïkos - Rapid Bucarest - Tungsram - Uraločka - Powerhouse Glasgow - Herentals - BTV Lucerna - Iskra Luhans'k | - GYM - Branik - Hapoël Mateh Asher - Matera - Münster - Fortuna Odense - RC de France - Olymp Praha - Olimpia Ravenna | - Sandnes VBK - Olympus Sneek - CSKA Sofia - Tenerife - Tirana - Vasama Vaasa - Post Wien - HAOK Mladost |

## Prima fase

### Squadre qualificate
- Fortuna Odense
- Sandnes VBK

## Seconda fase

### Squadre qualificate
- Rapid Bucarest
- Tungsram
- Herentals
- BTV Lucerna
- Iskra Luhans'k
- CSKA Sofia
- Tenerife
- Post Wien

## Ottavi di finale

### Squadra qualificate
- Tungsram
- RC de France
- Uraločka
- Matera
- Münster
- Olimpia Ravenna
- Post Wien
- HAOK Mladost

## Quarti di finale

### Squadre qualificate
- Uraločka
- Matera
- Olimpia Ravenna
- HAOK Mladost

## Final-four

### Finali 1º e 3º posto
|  | Semifinali      | Semifinali      | Semifinali |        |                 | Finale             | Finale             | Finale             |  |
|  |                 |                 |            |        |                 |                    |                    |                    |  |
|  | Uraločka        | Uraločka        | 2          |        |                 |                    |                    |                    |  |
|  | Uraločka        | Uraločka        | 2          |        |                 |                    |                    |                    |  |
|  | Olimpia Ravenna | Olimpia Ravenna | 3          |        |                 |                    |                    |                    |  |
|  | Olimpia Ravenna | Olimpia Ravenna | 3          |        | Olimpia Ravenna | Olimpia Ravenna    | 1                  |                    |  |
|  |                 |                 |            |        | Olimpia Ravenna | Olimpia Ravenna    | 1                  |                    |  |
|  |                 |                 | Matera     | Matera | 3               |                    |                    |                    |  |
|  | Matera          | Matera          | Matera     | Matera | 3               | 3                  |                    |                    |  |
|  | Matera          | Matera          |            |        |                 | 3                  |                    |                    |  |
|  | HAOK Mladost    | HAOK Mladost    | 0          |        |                 | Finale 3º/4º posto | Finale 3º/4º posto | Finale 3º/4º posto |  |
|  | HAOK Mladost    | HAOK Mladost    | 0          |        |                 |                    |                    |                    |  |
|  |                 |                 |            |        |                 |                    |                    |                    |  |
|  |                 |                 |            |        |                 | Uraločka           | Uraločka           | 3                  |  |
|  |                 |                 |            |        |                 | Uraločka           | Uraločka           | 3                  |  |
|  |                 |                 |            |        |                 | HAOK Mladost       | HAOK Mladost       | 0                  |  |